# Supersedes
Supersedes – zastąpienie artykułu znajdującego się w Usenecie jego nowszą wersją. W nagłówku nowego artykułu znajduje się pole o nazwie "Supersedes" i wartości równej identyfikatorowi wiadomości zastępowanej, np.:
```
Supersedes: <b435454@wikipedia.org>
```

Nowsza wersja wiadomości powinna zostać wysłana do tych samych grup dyskusyjnych i zawierać te same referencje, jak wiadomość zastępowana, w innych przypadkach starszą wersję wiadomości należy anulować. Supersedes jest obsługiwany przez wiele czytników news, jednak niektóre (w tym popularny Outlook Express) obsługują tylko anulowanie wiadomości.